# 茅野市立東部中学校
茅野市立東部中学校（ちのしりつとうぶちゅうがっこう）は、長野県茅野市にある公立中学校。
茅野市立泉野小学校、茅野市立玉川小学校、茅野市立豊平小学校（一部地域）の3校から入学する。茅野市立長峰中学校の生徒数増加と遠距離通学の解消のために2校分離を行い1986年4月に開校した。

## 学校目標
- 「豊かな人間性と創造性を培う教育」を基本目標にしている。
- 開拓、敬愛、連帯、感動の4つの精神を具体目標としている。現在生徒会は、この具体目標に基づき重点活動を設定している。

## 沿革
- 1986年4月1日 - 開校。

## 生徒会
- 生徒会は会長以下､生徒会総会､代議員会､および生活､整美､美化､保健､給食､文化､図書､放送､ボランティア､文化祭実行､人権､応援･体育の計12の委員会により組織される。
- 「歌」「清掃」などを伝統としている｡校歌のほかに生徒会歌､八ヶ嶺祭の歌､応援歌がある。
  - 学校創設当時は､校歌がなく「大地讃頌」が歌われた｡現在も第二校歌の位置づけであり､音楽会や卒業式などで歌われている｡
  - 現状としては校歌生徒会歌がともに歌われている｡
- 生徒会活動として､「アルミ缶･紙パック･ペットボトルキャップ収集」も行っていた｡この活動で得られた資金で車椅子などを購入し､地域の養護老人ホームに寄付していたが､収集量の減少などによりR3年度に全面廃止された。

## 文化祭
- 「八ヶ嶺祭(やつがねさい)」の愛称で親しまれている｡学級､教科､部活動､生徒会､PTA･教職員などの展示を行っている｡
- 通年､「生徒会企画」として各年度ごと個性豊かなイベントを催している｡その一部に委員会発表もあり､過去には車椅子など(生徒会参照)の贈呈式も行っていた｡また､委員会ごとのアンケート結果の発表も行われる。
- 開閉会式には生徒会役員による寸劇(主に人気アニメのパロディ)が催される｡
- 既存の「八ヶ嶺祭の歌」に加え、H19年度「八ヶ嶺祭歌」が作られた。しかし、H20年度以降は作られずに違う企画に力を入れていった。

## 出身者
- 吉井小百合（元スピードスケート選手） - トリノオリンピック、バンクーバーオリンピック出場
- 關颯人（陸上競技選手)
- 坂口仁美(柔道家・2014年世界ジュニア44kg級チャンピオン)

## 最寄駅
- 東日本旅客鉄道（JR東日本）中央本線：茅野駅

## 周辺
- 長野県道188号上槻木矢ヶ崎線
- 茅野市玉川保育園
- 茅野市立玉川小学校
- 茅野市玉川郵便局